# سديم الوردة

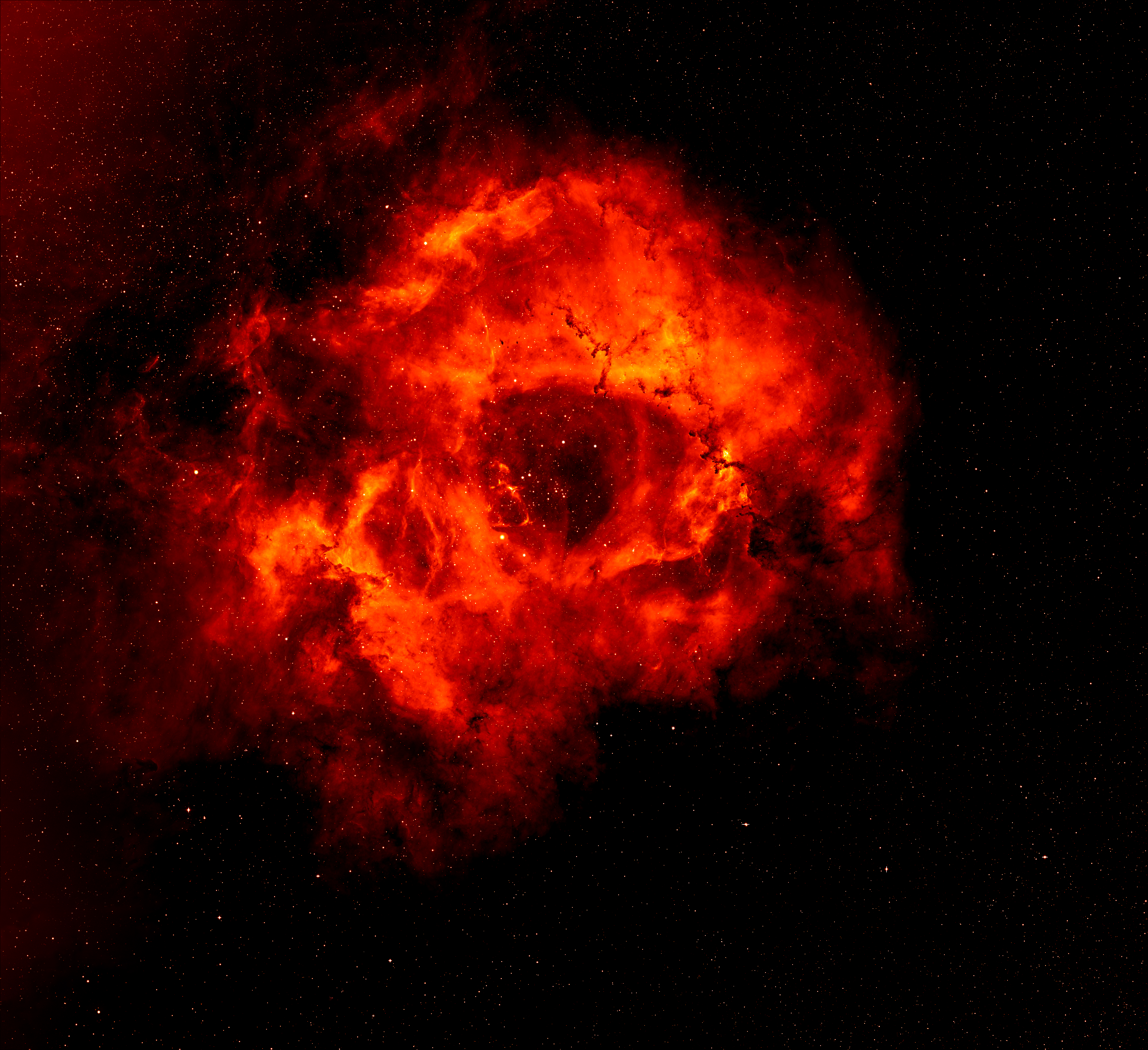
سديم الوردة

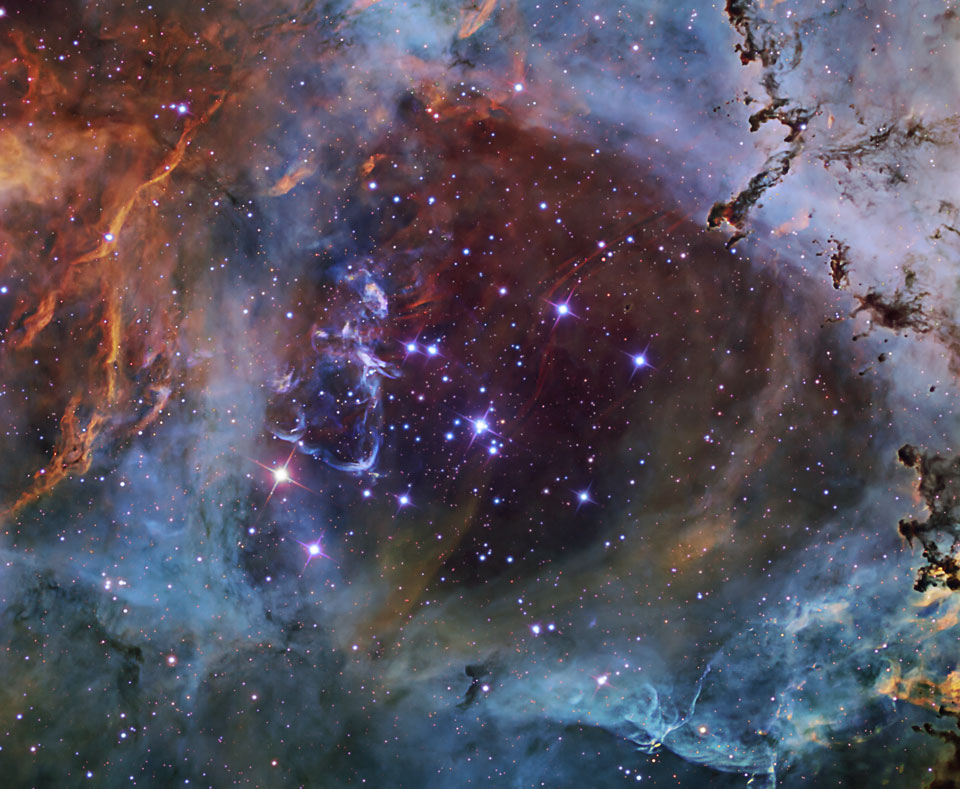
إن جي سي 2244 في قلب سديم الوردة

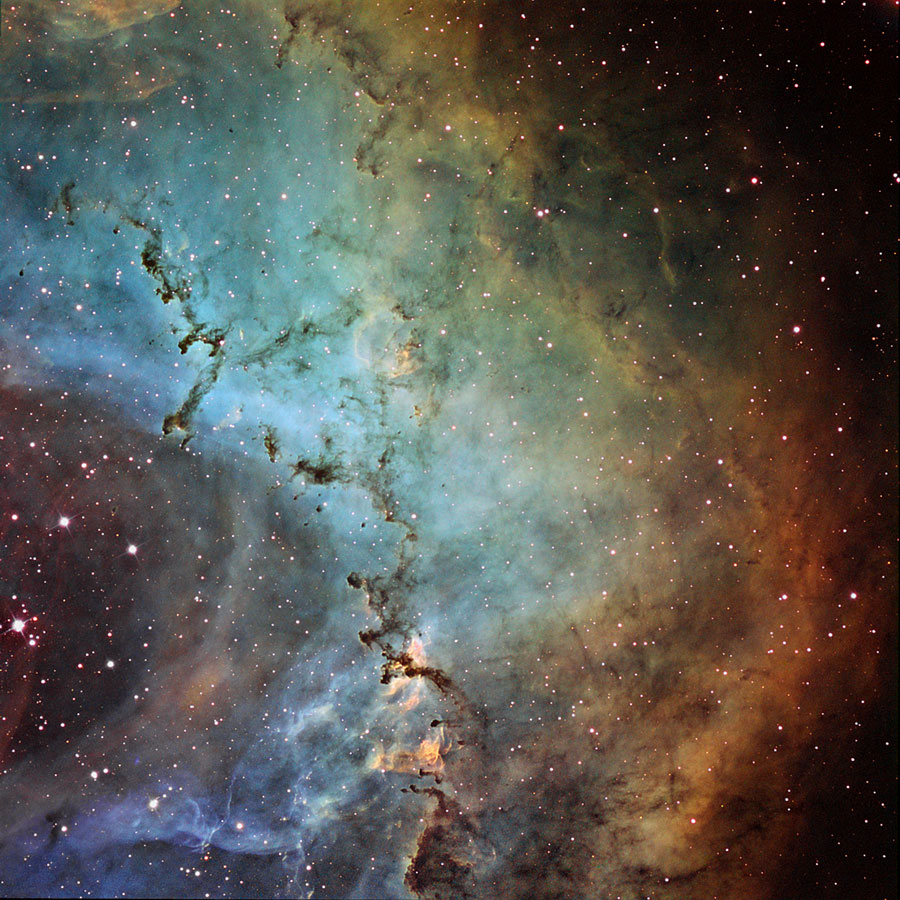
منحوتات الغبار في سديم الوردة

سديم الوردة أو سديم روزيت (بالإنجليزية: Rosette Nebula) (المعروف أيضا باسم كالدويل 49 ) في كتالوج كالدويل، سديم الوردة عبارة عن سحب فضائية عملاقة من الغبار والاكسجين وغاز الهيدروجين الثنائي (منطقة هيدروجين II) في كوكبة وحيد القرن (كوكبة) من مجرة درب التبانة. السديم يشبه شكل الوردة، وهو يبعد عنا بنحو 5200 سنة ضوئية. ويبلغ قطرة ما يقرب من 130 سنة ضوئية. سديم الوردة ليس السحابة الكونية الوحيدة من الغاز والغبار الذي يشبه صورة الوردة ولكنه هو الأكثر، وتشكل بتلات الوردة حضانة للنجوم، يوجد في قلب سديم الوردة عنقود نجمي مفتوح يدعى إن جي سي 2244 (بالإنجليزية: NGC 2244) من النجوم الساطعة التي تنير السديم، ويمكن مشاهدة العنقود بمنظار صغير اما السديم فمن الصعب مشاهدته.

## معرض الصور

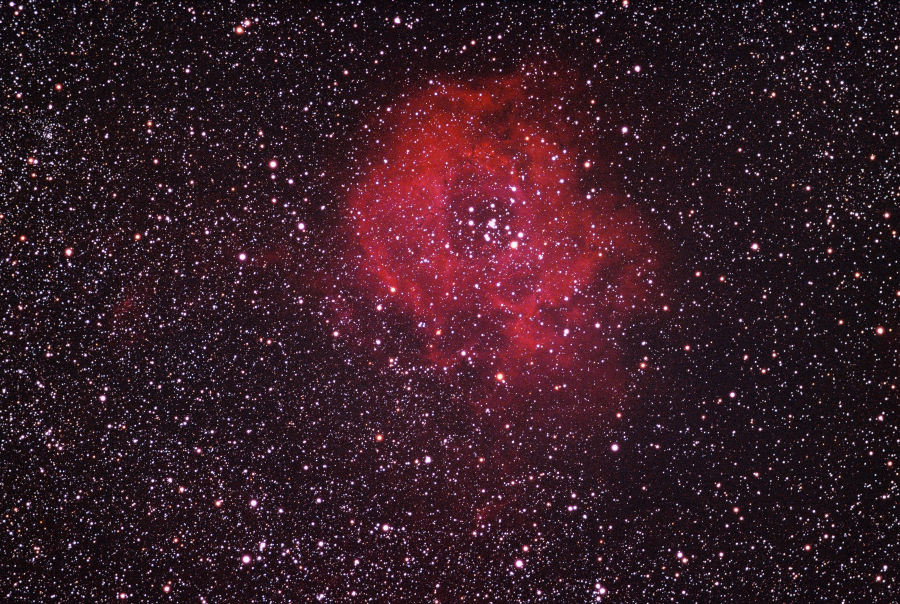
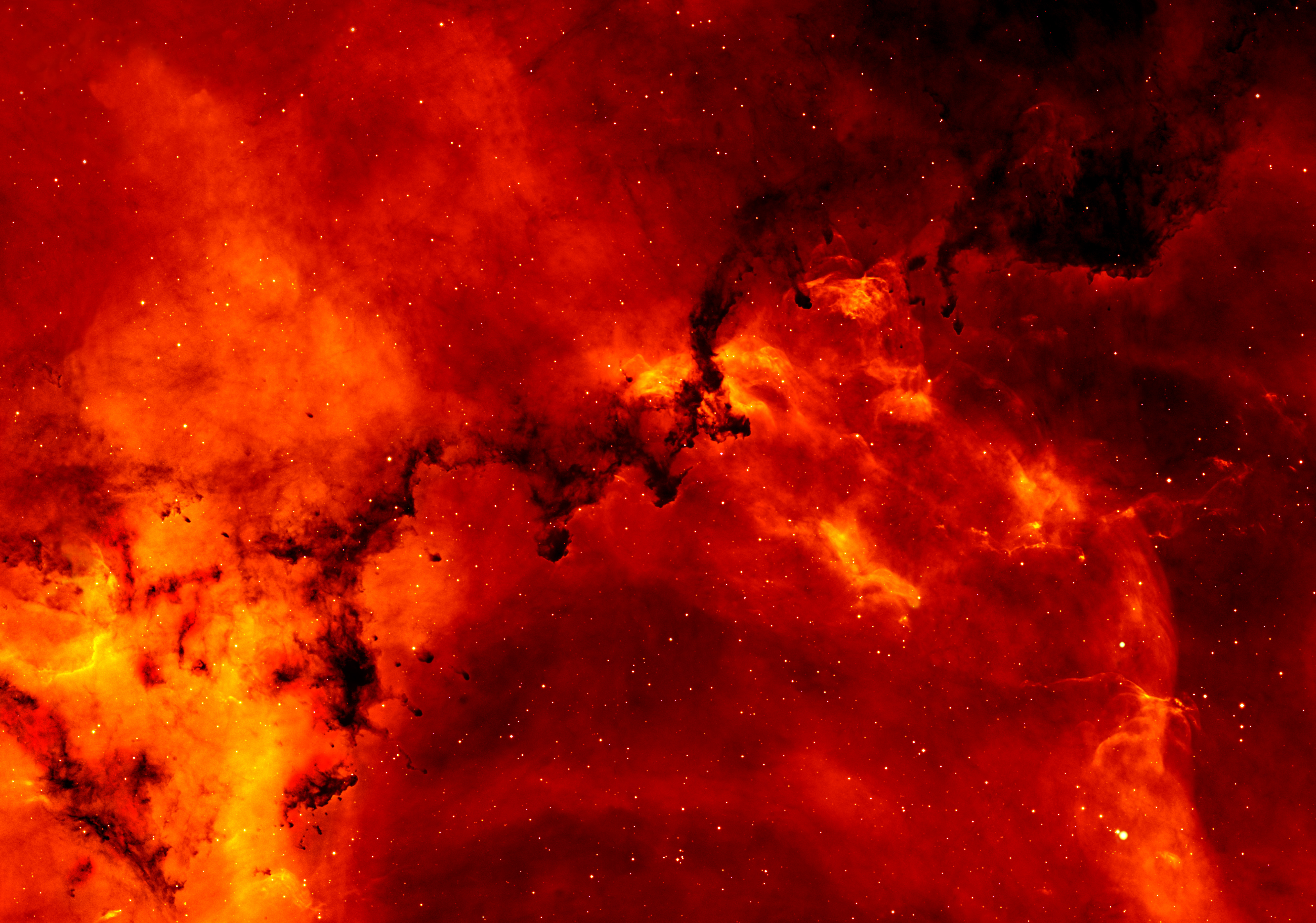
صور مقربة لسديم روزيت
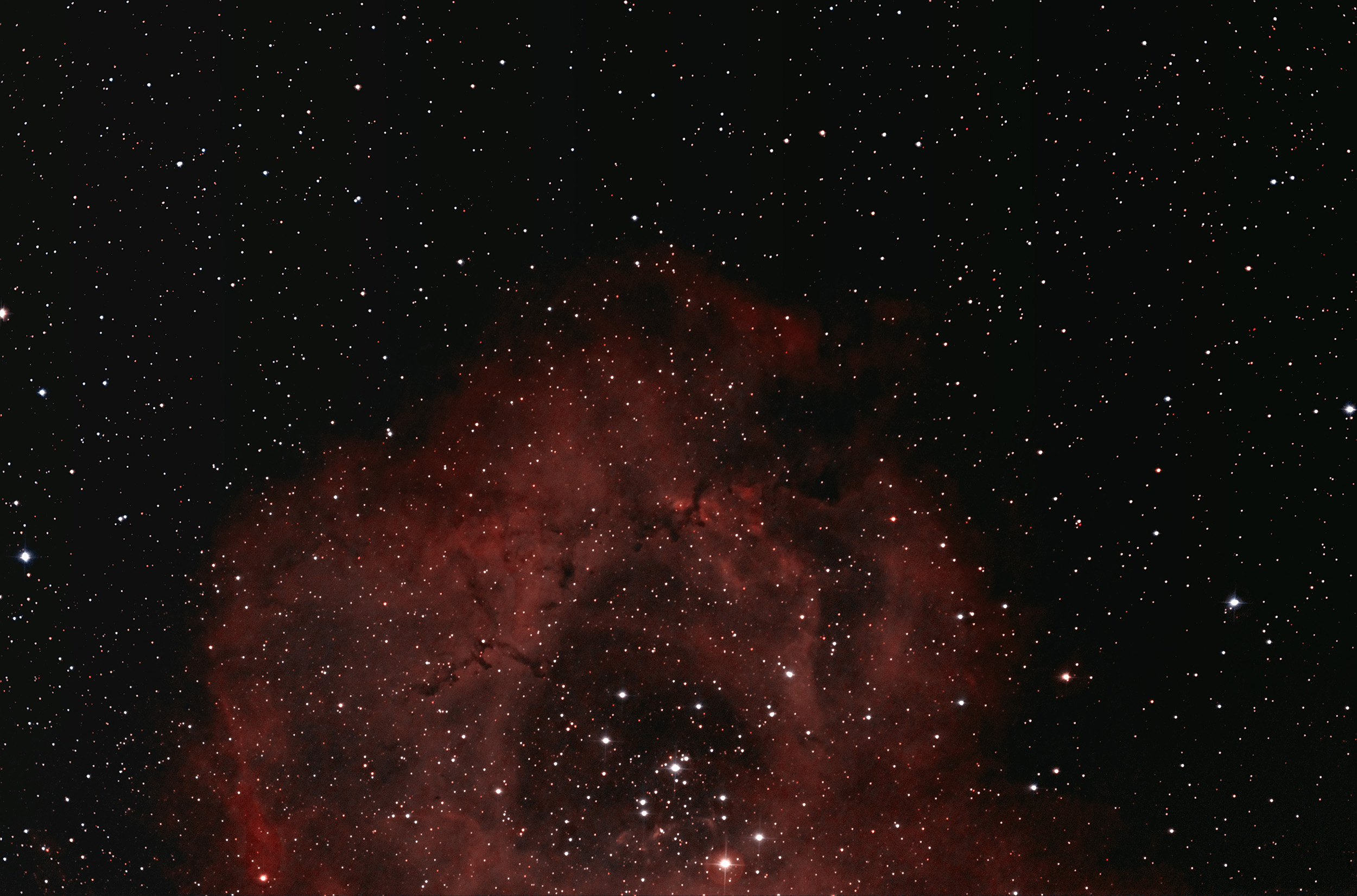

## المصدر
- apod.nasa.gov

## اقرأ أيضا
- سديم المشتري
- سديم عين القط
- منطقة هيدروجين II
- كتالوج كالدويل
- سديم الحلقة الجنوبي

## وصلات خارجية
- Rosette Nebula (SEDS)
- Chandra Observatory study of the Rosette Nebula
- NOAO; "Fitful Young Star Sputters to Maturity in the Rosette Nebula"
- NightSkyInfo.com – Rosette Nebula
- صورة اليوم الفلكية
  - Dust Sculptures in the Rosette Nebula – 2007 June 6
  - Dust Sculptures in the Rosette Nebula – 2009 December 2
  - Field of Rosette – 2010 February 14
- Slooh Videocast on Rosette Nebula نسخة محفوظة 30 يونيو 2018 على موقع واي باك مشين.
- Rosette Nebula from the Netherlands
- Deep image of the Rosette Nebula
- The Scale of the Universe (صورة اليوم الفلكية 2012 March 12)
- Rosette Nebula at Constellation Guide